# Paul Bernays
Pour les articles homonymes, voir Bernays.
Paul Bernays, né le 17 octobre 1888 à Londres et mort le 18 septembre 1977 à Zurich, est un mathématicien suisse qui a joué un rôle crucial dans le développement de la logique mathématique au XXe siècle. Il est longtemps l'assistant et le collaborateur de David Hilbert. Son nom est lié à la théorie des ensembles de von Neumann-Bernays-Gödel (dite NBG).
En 1926, il montre le théorème de complétude du calcul des propositions.
Il est le codirecteur de thèse (avec Ferdinand Gonseth) de Julius Richard Büchi.
De 1945 à 1958, il est professeur à l'École polytechnique fédérale de Zurich.

## Œuvres
- Avec David Hilbert : Grundlagen der Mathematik I-II, Berlin, 1934/1939.
- Abhandlungen zur Philosophie der Mathematik., Darmstadt, 1976.